# 維維安·巴波特

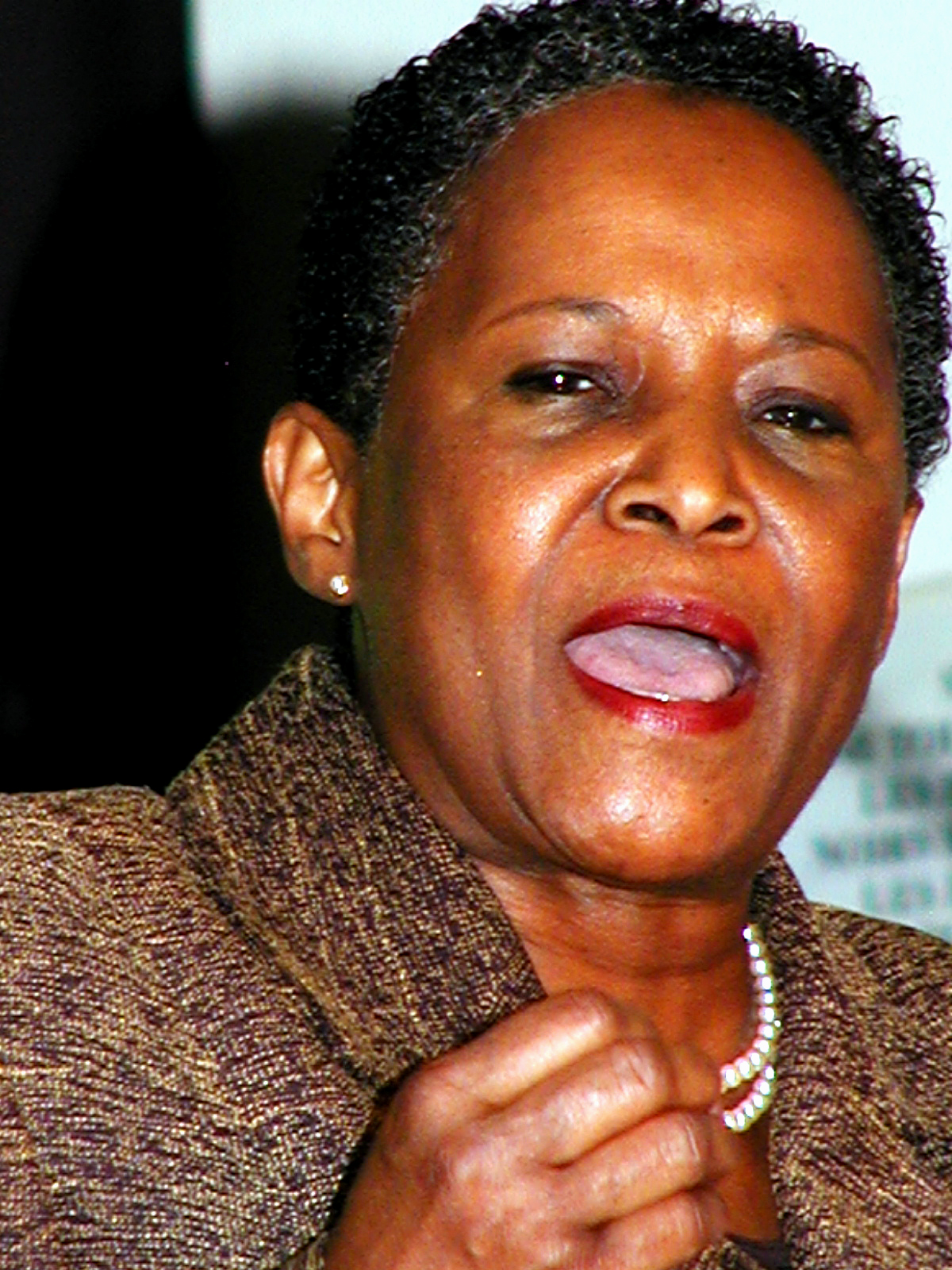
維維安·巴波特

維維安·巴波特（1941年7月7日—），是一位海地裔加拿大教師、活動家和政治家。她是魁北克女性聯合會的前主席、前國會議員和魁人政團的前副主席，她是2011年5月吉尔·迪塞普辭職後的臨時領導人和主席。巴波特成為第一個在有議會代表的情況下領導加拿大聯邦政黨的有色少數群體的人。
維維安生於海地的聖馬克，她父親克萊芒德·巴波特曾是海地總統弗朗索瓦·杜瓦利埃的助手和國家安全志願軍第一任指揮官，1959年被逮捕，後因發動政變被殺，巴波特家族的成員，包括22歲的維維安，在阿根廷大使館避難。21個月後，即1965年，他們就得以移民到阿根廷。在阿根廷 遇到了加拿大魁北克遊客Real Limberner，並嫁給他。1967年，她與丈夫搬到魁北克中部。並在著名的維多利亞維爾塞格普學院擔任法語和英語教師。她積极參與教師工會運動和女權主義運動。從2001年到2003年，維維安領導魁北克婦女聯合會。

## 魁人政團政治家
自2000年代下半葉以來，維維安一直積極參與魁北克集團的領導工作。2006年，她從蒙特利爾的帕皮諾選區當選為加拿大下議院議員，擊敗了自由黨候選人、前外交部長皮埃爾·佩蒂格魯。
2008年加拿大联邦大选中，維維安輸給了杜魯多，與此同時，她通過成為魁人政團副主席來鞏固自己在黨內的地位。魁人政團在2011年選舉中失敗后，該党領導人吉爾斯·杜塞普辭職。2011年5月至12月，維維安擔任魁北克集團臨時負責人（她被达尼埃尔·帕耶接替）。2012年初，巴博辭去了副主席的職務，但仍然是黨內的權威人物。